# Plumigorgia hydroides
Plumigorgia hydroides är en korallart som beskrevs av Nutting 1910. Plumigorgia hydroides ingår i släktet Plumigorgia och familjen Ifalukellidae. Inga underarter finns listade i Catalogue of Life.